# Küçükdalyan, Antakya
Küçükdalyan là một thị trấn thuộc thành phố Antakya, tỉnh Hatay, Thổ Nhĩ Kỳ. Dân số thời điểm năm 2011 là 9.185 người.